# George Taylor
George Taylor (15 de febrero de 1904- 12 de noviembre de 1993) fue un botánico escocés. Obtuvo su maestría en Botánica, en la Universidad de Edimburgo, en 1926. En 1928 trabajó en el Departamento de Botánica del Museo Británico. Durante todo el periodo de la Segunda Guerra Mundial sirvió en fábricas aero-militares. Fue director del Real Jardín Botánico de Kew de 1956 a 1971.
Taylor realizó trabajos de campo en Sudáfrica y en Rodesia entre 1927, 1928 y 1934. Junto con otros miembros de la expedición, recogió especies de los géneros Gladiolus, Ixia, Kniphofia. Entre 1934 y 1935 fue en nombre del Museo Británico de Historia Natural, como líder de la expedición al este de África. Junto con George Sherriff y Frank Ludlow, en 1938, emprendieron una expedición a Bután y al sur de Tíbet. En 1934 publicó una monografía An Account of the Genus Meconopsis.

## Honores
- 1962: designado "Caballero"

- 1964: electo presidente del X Congreso internacional de Botánica.

- 1965: recibe la Medalla Victoria de Horticultura de parte de la Royal Horticultural Society.

- 1968: nombrado miembro de la Royal Society

- 1984 : medalla Escocesa de Horticultura, por la Real Sociedad Caledoniana de Horticultura.

- La abreviatura «G.Taylor» se emplea para indicar a George Taylor como autoridad en la descripción y clasificación científica de los vegetales.[4]